# Матюшин, Пётр Петрович
Петр Петрович Матюшин (1914—1985) — советский инженер-металлург, Герой Социалистического Труда (1971).

## Биография
Окончил кафедру механики Свердловского горного института (1939 г.).
В 1941-42 году — технический руководитель Карсакпайской горно-обогатительной фабрики.
Участник Великой Отечественной войны. Член КПСС с 1944 года.
Директор Джезказганского медеплавильного завода в 1956—1958 гг.
В 1949—1956 гг. и 1958—1962 гг. начальник обогатительной фабрики Балхашского ГОКа, руководитель ОТК, начальник технического отдела Балхашского медного завода, главный инженер комбината, в 1962—1971 гг. — директор Балхашского медного комбината.
Депутат Верховного Совета СССР 7 созыва. В марте 1971 г. командирован в Москву.
Скончался 2 июля 1985 года. Похоронен на Митинском кладбище Москвы.

## Награды
Лауреат Государственной премии СССР.
Награждён орденами Ленина, Отечественной войны 1 и 2 степени, орденом «Александр Невский», Трудового Красного Знамени, Красной Звезды, медалями.